# Friedrich August Firnhaber
Friedrich August Firnhaber (* 15. April 1823 in Nürnberg; † 18. März 1887 Augsburg) war ein deutscher Unternehmer und Kommerzienrat.
Firnhaber übernahm als Nachfolger von seinem Onkel Johann Anton Friedrich Merz im Jahre 1867 die Leitung der Augsburger Kammgarn-Spinnerei. Zusammen mit seiner Frau Maria Magdalena, geborene Zäuner, engagierte sich Firnhaber zeit seines Lebens für bedürftige junge Augsburger und arbeitsunfähige Fabrikarbeiter.

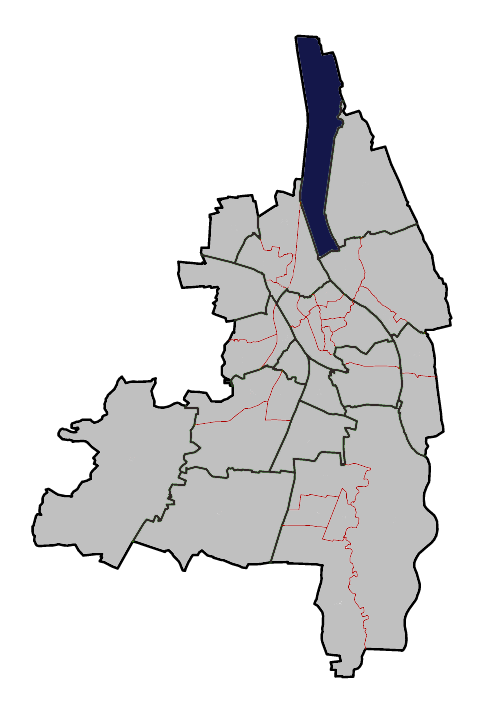
Der Augsburger Stadtbezirk Firnhaberau

1883, wenige Jahre vor seinem Tod, kaufte er von der staatlichen Forstverwaltung ein 189 Hektar großes Auwaldgebiet östlich des Lechs im Norden von Augsburg für die Jagd. Seine Frau gründete nach seinem Tod die „Friedrich Firnhabersche Stiftung“. Diese Stiftung ging nach ihrem Tod an die Stadt Augsburg über, und damit auch das Auwaldgebiet. Die Stadt gab es nach wenigen Jahren zur Besiedelung frei und benannte den dort entstehenden Stadtbezirk nach seinem ehemaligen Besitzer „Firnhaberau“. Die auf Firnhaber zurückgehende Stiftung ist auch Eigentümerin des Naturschutzgebietes Mertinger Hölle, das langfristig an den Landkreis Donau-Ries verpachtet ist.